# Auckland International 1997
Die Auckland International 1997 im Badminton fanden Mitte Juni 1997 statt. Auf der IBF-Turnierskala erreichte es die Wertung B.

## Die Sieger und Platzierten
| Disziplin    | Gold                              | Silber                        | Bronze                           |
| ------------ | --------------------------------- | ----------------------------- | -------------------------------- |
| Herreneinzel | Geoffrey Bellingham               | Jarrod King                   | Justin Keen                      |
| Herreneinzel | Geoffrey Bellingham               | Jarrod King                   | Chris Blair                      |
| Dameneinzel  | Li Feng                           | Rhona Robertson               | Rebecca Gordon                   |
| Dameneinzel  | Li Feng                           | Rhona Robertson               | Megan Heaney                     |
| Herrendoppel | Geoffrey Bellingham Jarrod King   | Andrew Haliday Daniel Shirley | Jeremy Raines Croydon Rutherford |
| Herrendoppel | Geoffrey Bellingham Jarrod King   | Andrew Haliday Daniel Shirley | Igor Gantchitis Ferdy Wiranata   |
| Damendoppel  | Tammy Jenkins Rhona Robertson     | Sheree Jefferson Li Feng      | Kirstie Campbell Fiona Dunn      |
| Damendoppel  | Tammy Jenkins Rhona Robertson     | Sheree Jefferson Li Feng      | Megan Heaney A'E Wilson          |
| Mixed        | Croydon Rutherford Lianne Shirley | Jeremy Raines Tammy Jenkins   | Daniel Shirley Renee Flavell     |
| Mixed        | Croydon Rutherford Lianne Shirley | Jeremy Raines Tammy Jenkins   | Geoffrey Bellingham Megan Heaney |